# Symmachia sagitta
Symmachia sagitta är en fjärilsart som beskrevs av William James Kaye 1913. Symmachia sagitta ingår i släktet Symmachia och familjen Riodinidae. Inga underarter finns listade i Catalogue of Life.